# Fortunát Boros
Fortunát Boros (n. 3 iunie 1895, Zetea, Harghita – d. 16 martie 1953, Capul Midia) a fost un scriitor maghiar din Transilvania, călugăr franciscan, deținut politic, victimă a regimului comunist din România. A scris 27 de cărți și 302 articole. Procesul său de beatificare ca martir al credinței este în curs.
Episcopul Áron Márton l-a numit în anul 1948 conducător al pelerinajului de la Șumuleu Ciuc. După mai multe șicane și intimidări din partea autorităților comuniste a fost arestat și trimis la muncă forțată în Colonia de muncă de la Capu Midia, unde a murit în anul 1953.

## Scrieri
- A csíksomlyói kegyszobor története [Istoricul statuii de la Șumuleu Ciuc], Kolozsvár [Cluj], 1924 (reeditată Budapesta, 2012);
- Ferencrendiek a Székelyföldön [Franciscanii în Ținutul Secuiesc], Sepsiszentgyörgy [Sfântu Gheorghe], 1929;
- Ce este advărul?, Dej, 1938;
- Csíksomlyó, a kegyhely [Șumuleu Ciuc, loc de pelerinaj], Kolozsvár [Cluj], 1943 (reed. Miercurea Ciuc, 2009);
- Trefán Leonárd, Kolozsvár [Cluj], 1945.